# Amenkamen
Amenkamen: slobodnozidarska čitanka je knjiga Branka Šömena, objavljena 2001. godine u izdanju nakladničke kuće Lumen. Djelo se bavi tematikom slobodnog zidarstva, pružajući uvid u povijest, filozofiju i simboliku ove tajnovite organizacije.
Knjiga Amenkamen strukturirana je kao čitanka, namijenjena kako slobodnim zidarima, tako i široj publici zainteresiranoj za ovu temu. Autor kroz tekst istražuje povijesne korijene slobodnog zidarstva, njegove filozofske temelje te simboliku koja prati ovu organizaciju. Poseban naglasak stavlja na ulogu slobodnog zidarstva u društvenim i kulturnim procesima, kao i na njegov utjecaj na pojedinca.
Amenkamen daje značajan doprinos razumijevanju slobodnog zidarstva u hrvatskom kontekstu, pružajući čitateljima detaljan i informativan prikaz ove kompleksne teme.
Godine 2015. knjiga je objavljena i u izdanju nakladničke kuće Rafinerija ideja. Po naslovu knjige nazvan je i Internet projekt o slobodnom zidarstvu u Hrvatskoj. Godine 2025. knjiga je objavljena u Srbiji u izdanju nakladničke kuće Paleja iz Beograda.